# Primer ministro de Argelia
El primer ministro de Argelia es el jefe de Gobierno de Argelia. El cargo lo ocupa Nadir Larbaoui desde el 11 de noviembre de 2023.
Es nombrado por el presidente de Argelia, junto con otros ministros y miembros del Gobierno, que recomienda el nuevo primer ministro. La Asamblea Popular Nacional debe aprobar el programa legislativo del nuevo Gobierno o la Asamblea se disuelve y el primer ministro debe renunciar.
No hay límites constitucionales en el mandato de un primer ministro. El primer ministro con más años de servicio fue Mohamed Ben Ahmed Abdelghani, quien prestó servicios bajo la presidencia de Chadli Bendjedid desde el 8 de marzo de 1979 hasta el 22 de enero de 1984.

## Lista de primeros ministros
Frente de Liberación Nacional
     Agrupación Nacional para la Democracia
     Independiente
     Militar
     Socialista
| N.º                       | N.º  | Nombre                                   | Nombre | Período                                                           | Período                  | Período                  | Partido                                | Elección                               | Presidente | Presidente                                           |
| ------------------------- | ---- | ---------------------------------------- | --- | ----------------------------------------------------------------- | ------------------------ | ------------------------ | -------------------------------------- | -------------------------------------- | ---------- | ---------------------------------------------------- |
|                           | —    |                                          | Ferhat Abbas فرحات عباس (1899–1985) Presidente del Gobierno provisional de la República Argelina            | •                                                                 | 19 de septiembre de 1958 | 9 de agosto de 1961      | Frente de Liberación Nacional          | No                                     |            | Ferhat Abbas فرحات عباس (1958–1961)                  |
|                           | —    |                                          | Benyoucef Benkhedda بن يوسف بن خدة (1920–2003) Presidente del Gobierno provisional de la República Argelina | •                                                                 | 9 de agosto de 1961      | 27 de septiembre de 1962 | Frente de Liberación Nacional          | No                                     |            | Benyoucef Benkhedda بن يوسف بن خدة (1961–1962)       |
|                           | —    | Abderrahmane Farès عبدالرحمن فارس (1962) | Benyoucef Benkhedda بن يوسف بن خدة (1920–2003) Presidente del Gobierno provisional de la República Argelina | •                                                                 | 9 de agosto de 1961      | 27 de septiembre de 1962 | Frente de Liberación Nacional          | No                                     |            |                                                      |
|                           |      |                                          | |                                                                   |                          |                          |                                        |                                        |            |                                                      |
|                           | 1    |                                          | Ahmed Ben Bella أحمد بن بلّة (1916–2012) Presidente del Consejo de Ministros                                 | 1                                                                 | 27 de septiembre de 1962 | 20 de septiembre de 1963 | Frente de Liberación Nacional          | I (1962)                               |            | Ferhat Abbas فرحات عباس (1962–1963)                  |
| Cargo abolido (1963–1976) |      |                                          | |                                                                   |                          |                          |                                        |                                        |            |                                                      |
| Vacante (1976–1979)       |      |                                          | |                                                                   |                          |                          |                                        |                                        |            |                                                      |
|                           | 2    |                                          | Mohamed Ben Ahmed Abdelghani محمد بن أحمد عبد الغني (1927–1996) Primer ministro                             | 1                                                                 | 8 de marzo de 1979       | 22 de enero de 1984      | Frente de Liberación Nacional          | III (1977)                             |            | Chadli Bendjedid شاذلي بن جديد (1979–1992)           |
| 2                         | 2    |                                          | Mohamed Ben Ahmed Abdelghani محمد بن أحمد عبد الغني (1927–1996) Primer ministro                             |                                                                   | 8 de marzo de 1979       | 22 de enero de 1984      | Frente de Liberación Nacional          | III (1977)                             |            | Chadli Bendjedid شاذلي بن جديد (1979–1992)           |
| 3                         | 2    | IV (1982)                                | Mohamed Ben Ahmed Abdelghani محمد بن أحمد عبد الغني (1927–1996) Primer ministro                             |                                                                   | 8 de marzo de 1979       | 22 de enero de 1984      | Frente de Liberación Nacional          |                                        |            | Chadli Bendjedid شاذلي بن جديد (1979–1992)           |
|                           | 3    | IV (1982)                                | | Abdelhamid Brahimi عبد الحميد براهيمي (1936–2021) Primer ministro | 1                        | 22 de enero de 1984      | 5 de noviembre de 1988                 | Frente de Liberación Nacional          |            | Chadli Bendjedid شاذلي بن جديد (1979–1992)           |
| 2                         | 3    | IV (1982)                                | | Abdelhamid Brahimi عبد الحميد براهيمي (1936–2021) Primer ministro |                          | 22 de enero de 1984      | 5 de noviembre de 1988                 | Frente de Liberación Nacional          |            | Chadli Bendjedid شاذلي بن جديد (1979–1992)           |
|                           | 4    |                                          | Kasdi Merbah قاصدي مرباح (1938–1993) Jefe de Gobierno                                                       | •                                                                 | 5 de noviembre de 1988   | 9 de septiembre de 1989  | Frente de Liberación Nacional          | V (1987)                               |            | Chadli Bendjedid شاذلي بن جديد (1979–1992)           |
|                           | 5    |                                          | Mouloud Hamrouche مولود حمروش (1943–) Jefe de Gobierno                                                      | 1                                                                 | 9 de septiembre de 1989  | 5 de junio de 1991       | Frente de Liberación Nacional          | V (1987)                               |            | Chadli Bendjedid شاذلي بن جديد (1979–1992)           |
| 2                         | 5    |                                          | Mouloud Hamrouche مولود حمروش (1943–) Jefe de Gobierno                                                      |                                                                   | 9 de septiembre de 1989  | 5 de junio de 1991       | Frente de Liberación Nacional          | V (1987)                               |            | Chadli Bendjedid شاذلي بن جديد (1979–1992)           |
|                           | 6    |                                          | Sid Ahmed Ghozali سيد أحمد غزالي (1937–) Jefe de Gobierno                                                   | 1                                                                 | 5 de junio de 1991       | 8 de julio de 1992       | Frente de Liberación Nacional          | V (1987)                               |            | Chadli Bendjedid شاذلي بن جديد (1979–1992)           |
| 2                         | 6    |                                          | Sid Ahmed Ghozali سيد أحمد غزالي (1937–) Jefe de Gobierno                                                   |                                                                   | 5 de junio de 1991       | 8 de julio de 1992       | Frente de Liberación Nacional          | V (1987)                               |            | Chadli Bendjedid شاذلي بن جديد (1979–1992)           |
| 3                         | 6    |                                          | Sid Ahmed Ghozali سيد أحمد غزالي (1937–) Jefe de Gobierno                                                   |                                                                   | 5 de junio de 1991       | 8 de julio de 1992       | Frente de Liberación Nacional          |                                        |            | Chadli Bendjedid شاذلي بن جديد (1979–1992)           |
| Gobierno de facto         | 6    |                                          | Sid Ahmed Ghozali سيد أحمد غزالي (1937–) Jefe de Gobierno                                                   | Mohamed Boudiaf محمد بوضياف (1992)                                | 5 de junio de 1991       | 8 de julio de 1992       | Frente de Liberación Nacional          |                                        |            |                                                      |
| Gobierno de facto         |      | 7                                        | | Belaid Abdessalam بلعيد عبد السلام (1928–2020) Jefe de Gobierno   | •                        | 8 de julio de 1992       | 21 de agosto de 1993                   | Frente de Liberación Nacional          |            | Ali Kafi علي حسين كافي (1992–1994)                   |
| Gobierno de facto         |      | 8                                        | | Redha Malek رضا مالك (1931–2017) Jefe de Gobierno                 | •                        | 21 de agosto de 1993     | 11 de abril de 1994                    | Independiente                          |            | Ali Kafi علي حسين كافي (1992–1994)                   |
|                           | 9    |                                          | Mokdad Sifi مقداد سيفي (1940–) Jefe de Gobierno                                                             | 1                                                                 | 11 de abril de 1994      | 31 de diciembre de 1995  | Frente de Liberación Nacional          | Gobierno de facto                      |            | Liamine Zéroual اليمين زروال (1994–1999)             |
| 2                         | 9    |                                          | Mokdad Sifi مقداد سيفي (1940–) Jefe de Gobierno                                                             |                                                                   | 11 de abril de 1994      | 31 de diciembre de 1995  | Frente de Liberación Nacional          | Gobierno de facto                      |            | Liamine Zéroual اليمين زروال (1994–1999)             |
|                           | 10   |                                          | Ahmed Ouyahia أحمد أويحيى (1952–) Jefe de Gobierno                                                          | 1                                                                 | 31 de diciembre de 1995  | 15 de diciembre de 1998  | Independiente                          | Gobierno de facto                      |            | Liamine Zéroual اليمين زروال (1994–1999)             |
|                           | 10   | 2                                        | Ahmed Ouyahia أحمد أويحيى (1952–) Jefe de Gobierno                                                          | Agrupación Nacional para la Democracia                            | 31 de diciembre de 1995  | 15 de diciembre de 1998  | VI (1997)                              |                                        |            | Liamine Zéroual اليمين زروال (1994–1999)             |
|                           | 11   |                                          | Smail Hamdani اسماعيل حمداني (1930–2017) Jefe de Gobierno                                                   | •                                                                 | 15 de diciembre de 1998  | 23 de diciembre de 1999  | VI (1997)                              | Frente de Liberación Nacional          |            | Liamine Zéroual اليمين زروال (1994–1999)             |
|                           | 12   |                                          | Ahmed Benbitour أحمد بن بيتور (1946–) Jefe de Gobierno                                                      | •                                                                 | 23 de diciembre de 1999  | 27 de agosto de 2000     | VI (1997)                              | Independiente                          |            | Abdelaziz Bouteflika عبد العزيز بوتفليقة (1999–2019) |
|                           | 13   |                                          | Ali Benflis على بن فليس (1944–) Jefe de Gobierno                                                            | 1                                                                 | 27 de agosto de 2000     | 5 de mayo de 2003        | VI (1997)                              | Frente de Liberación Nacional          |            | Abdelaziz Bouteflika عبد العزيز بوتفليقة (1999–2019) |
| 2                         | 13   |                                          | Ali Benflis على بن فليس (1944–) Jefe de Gobierno                                                            |                                                                   | 27 de agosto de 2000     | 5 de mayo de 2003        | VI (1997)                              | Frente de Liberación Nacional          |            | Abdelaziz Bouteflika عبد العزيز بوتفليقة (1999–2019) |
| 3                         | 13   | VII (2002)                               | Ali Benflis على بن فليس (1944–) Jefe de Gobierno                                                            |                                                                   | 27 de agosto de 2000     | 5 de mayo de 2003        |                                        | Frente de Liberación Nacional          |            | Abdelaziz Bouteflika عبد العزيز بوتفليقة (1999–2019) |
|                           | (10) | VII (2002)                               | | Ahmed Ouyahia أحمد أويحيى (1952–) Jefe de Gobierno                | 3                        | 5 de mayo de 2003        | 24 de mayo de 2006                     | Agrupación Nacional para la Democracia |            | Abdelaziz Bouteflika عبد العزيز بوتفليقة (1999–2019) |
| 4                         | (10) | VII (2002)                               | | Ahmed Ouyahia أحمد أويحيى (1952–) Jefe de Gobierno                |                          | 5 de mayo de 2003        | 24 de mayo de 2006                     | Agrupación Nacional para la Democracia |            | Abdelaziz Bouteflika عبد العزيز بوتفليقة (1999–2019) |
| 5                         | (10) | VII (2002)                               | | Ahmed Ouyahia أحمد أويحيى (1952–) Jefe de Gobierno                |                          | 5 de mayo de 2003        | 24 de mayo de 2006                     | Agrupación Nacional para la Democracia |            | Abdelaziz Bouteflika عبد العزيز بوتفليقة (1999–2019) |
|                           | 14   |                                          | Abdelaziz Belkhadem عبد العزيز بلخادم (1945–) Jefe de Gobierno                                              | 1                                                                 | 24 de mayo de 2006       | 23 de junio de 2008      | Frente de Liberación Nacional          | VIII (2007)                            |            | Abdelaziz Bouteflika عبد العزيز بوتفليقة (1999–2019) |
| 2                         | 14   |                                          | Abdelaziz Belkhadem عبد العزيز بلخادم (1945–) Jefe de Gobierno                                              |                                                                   | 24 de mayo de 2006       | 23 de junio de 2008      | Frente de Liberación Nacional          | VIII (2007)                            |            | Abdelaziz Bouteflika عبد العزيز بوتفليقة (1999–2019) |
|                           | (10) |                                          | Ahmed Ouyahia أحمد أويحيى (1952–) Primer ministro                                                           | 6                                                                 | 23 de junio de 2008      | 3 de septiembre de 2012  | Agrupación Nacional para la Democracia | VIII (2007)                            |            | Abdelaziz Bouteflika عبد العزيز بوتفليقة (1999–2019) |
| 7                         | (10) |                                          | Ahmed Ouyahia أحمد أويحيى (1952–) Primer ministro                                                           |                                                                   | 23 de junio de 2008      | 3 de septiembre de 2012  | Agrupación Nacional para la Democracia | VIII (2007)                            |            | Abdelaziz Bouteflika عبد العزيز بوتفليقة (1999–2019) |
| 8                         | (10) |                                          | Ahmed Ouyahia أحمد أويحيى (1952–) Primer ministro                                                           |                                                                   | 23 de junio de 2008      | 3 de septiembre de 2012  | Agrupación Nacional para la Democracia | VIII (2007)                            |            | Abdelaziz Bouteflika عبد العزيز بوتفليقة (1999–2019) |
| 9                         | (10) |                                          | Ahmed Ouyahia أحمد أويحيى (1952–) Primer ministro                                                           |                                                                   | 23 de junio de 2008      | 3 de septiembre de 2012  | Agrupación Nacional para la Democracia | VIII (2007)                            |            | Abdelaziz Bouteflika عبد العزيز بوتفليقة (1999–2019) |
|                           | 15   |                                          | Abdelmalek Sellal عبد المالك سلال (1948–) Primer ministro                                                   | 1                                                                 | 3 de septiembre de 2012  | 13 de marzo de 2014      | Frente de Liberación Nacional          | IX (2012)                              |            | Abdelaziz Bouteflika عبد العزيز بوتفليقة (1999–2019) |
| 2                         | 15   |                                          | Abdelmalek Sellal عبد المالك سلال (1948–) Primer ministro                                                   |                                                                   | 3 de septiembre de 2012  | 13 de marzo de 2014      | Frente de Liberación Nacional          | IX (2012)                              |            | Abdelaziz Bouteflika عبد العزيز بوتفليقة (1999–2019) |
|                           | —    |                                          | Youcef Yousfi يوسف اليوسفي (1941–) Primer ministro Interino                                                 | •                                                                 | 13 de marzo de 2014      | 29 de abril de 2014      | Independiente                          | IX (2012)                              |            | Abdelaziz Bouteflika عبد العزيز بوتفليقة (1999–2019) |
|                           | (15) |                                          | Abdelmalek Sellal عبد المالك سلال (1948–) Primer ministro                                                   | 3                                                                 | 29 de abril de 2014      | 25 de mayo de 2017       | Frente de Liberación Nacional          | IX (2012)                              |            | Abdelaziz Bouteflika عبد العزيز بوتفليقة (1999–2019) |
| 4                         | (15) |                                          | Abdelmalek Sellal عبد المالك سلال (1948–) Primer ministro                                                   |                                                                   | 29 de abril de 2014      | 25 de mayo de 2017       | Frente de Liberación Nacional          | IX (2012)                              |            | Abdelaziz Bouteflika عبد العزيز بوتفليقة (1999–2019) |
|                           | 16   |                                          | Abdelmadjid Tebboune عبد المجيد تبون (1945–) Primer ministro                                                | •                                                                 | 25 de mayo de 2017       | 15 de agosto de 2017     | Frente de Liberación Nacional          | X (2017)                               |            | Abdelaziz Bouteflika عبد العزيز بوتفليقة (1999–2019) |
|                           | (10) |                                          | Ahmed Ouyahia أحمد أويحيى (1952–) Primer ministro                                                           | 10                                                                | 16 de agosto de 2017     | 12 de marzo de 2019      | Agrupación Nacional para la Democracia | X (2017)                               |            | Abdelaziz Bouteflika عبد العزيز بوتفليقة (1999–2019) |
|                           | 17   |                                          | Nuredin Bedui نور الدين بدوي (1959-) Primer ministro                                                        | •                                                                 | 12 de marzo de 2019      | 30 de junio de 2021      | Independiente                          | X (2017)                               |            | Abdelaziz Bouteflika عبد العزيز بوتفليقة (1999–2019) |
|                           | 18   |                                          | Aiman Benabderrahmane أيمن بن عبد الرحمان (1966-) Primer ministro                                           | •                                                                 | 30 de junio de 2021      | 11 de noviembre de 2023  | Independiente                          | XI (2021)                              |            | Abdelmadjid Tebboune عبد المجيد تبون (2019–)         |
|                           | 19   |                                          | Nadir Larbaoui نذير العرباوي (1949-) Primer ministro                                                        | •                                                                 | 11 de noviembre de 2023  | Incumbente               | Independiente                          | XI (2021)                              |            | Abdelmadjid Tebboune عبد المجيد تبون (2019–)         |